# Preischeid
Preischeid település Németországban, Rajna-vidék-Pfalz tartományban. Lakosainak száma 156 fő (2023. december 31.). Preischeid Parc Hosingen és Affler községekkel határos.

## Népesség
A település népességének változása:
| Lakosok száma | 174  | 170  | 169  | 175  | 167  | 156  |
|               | 1975 | 2017 | 2019 | 2021 | 2022 | 2023 |